# Чаннёль-ванху
Чаннёль-ванху (장렬왕후 조씨; 16 декабря 1624 — 20 сентября 1688) — чосонская королева-консорт, вторая супруга вана Инджо.
Происходила из клана Янджу Чо. Её личное имя неизвестно. Чаннёль — посмертное имя госпожи Чо. Она была королевой с 1638 года до смерти своего мужа в 1649 году. После она была удостоена титулов Вдовствующей королевы Джаый (자의왕대비) (во время правления своего пасынка Хёджона) и Великой вдовствующей королевы Джаый (자의대왕대비).

## Биография
Будущая королева родилась 16 декабря 1624 года во времена правления короля Инджо. Её отец, Чо Чанвон, был из клана Янджу Чо. Ее мать происходила из клана Чхонджу Чхве.
Через три года после смерти своей первой жены, королевы Инёль, в декабре 1638 года ван Инджо выбрал четырнадцатилетнюю дочь Чо Чанвона в качестве новой супруги. Королю было 44 года, и его два сына, Наследный принц Сохён и Великий принц Бонрим, были на 12 и 5 лет старше мачехи.
Отношения королевы с Инджо не сложились из-за того, что она не могла родить сына, а также из-за того, что наложнице короля, королевской супруге Гви-ин из клана Окчхон Джо, удалось заставить Инджо возненавидеть её. Таким образом, госпожа Чо покинула главный дворец Чхандок в 1645 году, чтобы жить во дворце Кёндок (ныне известном как дворец Кёнхигун).
После смерти Инджо госпожа Чо была возведена в ранг Вдовствующей королевы и официально именовалась Вдовствующей королевой Джаый (자의왕대비). Споры произошли после смерти её пасынка Хёджона и его жены, королевы Инсон, когда придворные спорили о продолжительности, в течение которой Джаый должна была носить траурную одежду, называемую санбок. Инцидент был известен как «спор Есон» (예송논쟁): на похоронах Хёджона возникла проблема: должна ли Вдовствующая королева Джаый оплакивать его три года или один год, а Вдовствующая королева Хёсук — один год или девять месяцев.
Когда Хёнджон стал королем в 1659 году, госпожа Чо официально стала Великой вдовствующей королевой. Она вела уединённую жизнь до своей смерти в возрасте 64 лет 20 декабря 1688 года во время правления Сукчона, прожив 50 лет своей жизни женщиной королевского дворца.
Её могила находится в Хвиныне, Донгурнын, Гури, провинция Кёнгидо.

## Семья

### Родители
- Отец — Чо Чанвон (조창원, 趙昌遠) (1583—1646)
  - 1) Дедушка — Чо Джонсон (조존성, 趙存性) (1553/54 — 1668)
    - 2) Прадедушка — Чо Нам (조남, 趙擥)

  - 1) Бабушка — госпожа Ли из клана Юнин Ли (증 정경부인 용인 이씨, 贈 貞敬夫人 龍仁 李氏)
- Дядя — Чо Гевон (조계원, 趙啓遠)
  - Тётя — госпожа Син из клана Пхёнсан Син (평산 신씨, 平山 申氏)
    - Кузен — Чо Гасок (조가석, 趙嘉錫)
    - Кузен — Чо Сасок (조사석, 趙師錫) (1632—1693)
    - Кузен — Чо Хыйсок[уточнить] (조희석, 趙禧錫)[2]
- Мать — Внутренняя принцесса-консорт Вансан из клана Чхонджу Чхве (완산부부인 전주 최씨, 完山府夫人 全州 崔氏) (1583—1663)
  - 1) Дедушка — Чхве Чхольгон (최철견, 崔鐡堅)
  - 1) Бабушка — госпожа Чон из клана Джиньян Чжон[уточнить] (진양 정씨, 晉陽 鄭氏)

### Братья и сёстры
- Старший брат — Чо Юн-сок (조윤석, 趙胤錫) (1615—1664)
  - Невестка — госпожа Ким из клана Андон Ким; дочь Ким Суина (김수인, 金壽仁)
- Старшая сестра — госпожа Джо из клана Янджу Джо (양주 조씨, 楊州 趙氏)
  - Шурин — Син Икчжон (신익전, 申翊全)[3]
    - Племянник — Син Чжон (신정, 申晸)[4]
    - Племянник — Син Сом (신섬, 申暹)
    - Племянник — Син Чан (신창)
    - Племянник — Син Ёп (신엽, 申曅)
    - Племянник — Син Ан (신앙, 申昻)
    - Племянница — госпожа Син из клана Пхёнсан Шин (평산 신씨)
      - Муж племянницы — Ли Хе (이혜, 李嵆); Правнук короля Сонджо

    - Племянница — принцесса-консорт Ёнпун из клана Пхёнсан Шин (영풍군부인 평산 신씨) (1639—1692)
      - Муж племянницы — Ли Джин, принц Сынсон (이징 숭선군, 李澂 崇善君) (1639—1690)[5]

    - Племянница — госпожа Син из клана Пхёнсан Син (평산 신씨)
- Старшая сестра — госпожа Джо из клана Янджу Джо (양주 조씨, 楊州 趙氏)
  - Шурин — Юн Джибин (윤지빈, 尹之贇)

### Супруг
- И Чжон, король Инджо (인조) (7 декабря 1595 г. - 17 июня 1649 г.) - детей в браке не было.
  - Свекровь - королева Инхон из клана Нынсон Гу (17 апреля 1578 - 14 января 1626) (인헌왕후 구씨)
  - Свекор - Вонджон (2 августа 1580 - 29 декабря 1619) (조선 원종)

### Дети
Родных детей нет.
- Приёмный сын — Ли Ван, Наследный принц Сохён (소현세자 왕, 昭顯 世子 汪) (5 февраля 1612 — 22 мая 1645)
  - Невестка — Наследная принцесса-консорт Минхве из клана Кымчхон Кан (민회빈 강씨, 愍懷嬪 姜氏) (8 апреля 1611 — 30 апреля 1646)
    - Неназванная приёмная внучка (군주, 郡主) (1629—1631)
    - Неназванная приёмная внучка (군주, 郡主) (1631—1640)
    - Приёмный внук — Ли Сокчхоль, принц Кёнсон (경선군 석철, 慶善君 石鐵) (1636—1648)
    - Приёмная внучка — принцесса Кёнсук (경숙군주, 慶淑郡主) (1637—1655)
    - Приёмный внук — Ли Соннин, принц Кёнван (경완군 석린, 慶完君 石磷) (1640—1648)
    - Приёмная внучка — принцесса Кённён (경녕군주, 慶寧郡主) (1642—1682)
    - Приёмная внучка — Ли Чжонын, принцесса Кёнсун (경순군주 정온, 慶順郡主 正溫) (1643—1654)
    - Приёмная внучка — Ли Соккён, принц Кёнган (경안군 석견, 慶安君 石堅) (5 октября 1644 — 22 октября 1665)
- Приёмный сын — Хёджон (효종) (3 июля 1619 — 23 июня 1659)
  - Невестка — королева Инсон из клана Токсу Чан (인선왕후 장씨) (9 февраля 1619 г. — 19 марта 1674 г.)
    - Приёмная внучка — принцесса Сукшин (1635—1637) (숙신공주)
    - Приёмная внучка — Ли Есук (이애숙, 李愛淑), принцесса Ыйсун (1635—1662) (의순공주)[6]
    - Приёмная внучка — принцесса Сукан (1636 — 22 декабря 1697) (숙안공주)
    - Безымянный приёмный внук (? — 1642 г.)
    - Приёмная внучка — принцесса Сукмён (1640 — 17 марта 1699) (숙명공주)
    - Приёмный внук — Хёнджон (14 марта 1641 — 17 сентября 1674) (조선 현종)
    - Приемная внучка — принцесса Сукхви (1642 — 27 октября 1696) (숙휘공주)
    - Безымянный приёмный внук (1645—1645)
    - Приёмная внучка — принцесса Сукчжон (1646 — 13 июня 1668) (숙정공주)
    - Приёмная внучка — принцесса Сукгён (1648 — 9 января 1671) (숙경공주)

## В искусстве
- Сыграла Кан Су Ён и Чо Ын Дук в телесериале KBS1 1981 года «Дэмён».
- Сыграла Чон Хе Сон в сериале MBC 1988 года «Королева Инхён» .
- Сыграла Ким Ён Э в сериале SBS  1995 года «Чан Хуэйбин».
- Сыграла Кан Бу-джа в сериале KBS2 2002 года «Чан Хи-бин» .
- Сыграла Го Вон Хи в сериале JTBC 2013 года Blooded Palace: The War of Flowers.
- Сыграла Ли Хё Чон в сериале SBS 2013 года « Чан Ок Чжон, Жизнь любовью» .
- Сыграла Че Бин в сериале MBC 2015 года « Великолепная политика» .